# 陳團英
陳團英（1972年—）是一位馬來西亞作家，2013年憑《夕霧花園》獲得第六屆英仕曼亞洲文學獎。陳團英出生於檳城，長大後到英國倫敦大學修讀法律，畢業後在吉隆坡的一間律師事務所任職，2000年左右開始寫作，2007年出版第一本小說《雨之賜》，後來又去到開普敦進修法律的碩士課程。

## 文學生涯
至2013年，陳團英只出版了兩本小說。2007年，他轉投作家後出版了第一本小說《雨之賜》，但出版過程毫不順利，多間出版社都不願替他出書，最後只有一家小出版商接受了他的作品，豈料到陳團英的處女作即入圍當年的布克獎最後13強。2012年，他出版了第二本小說《夕霧迷園》，《夕霧迷園》為他帶來第二次入圍布克獎，入圍後的銷量由每星期百多本跳升至近千本，今次更入圍決選的最後6強，只可惜最後都是鎩羽而歸。不過，《夕霧迷園》為他贏得了第六屆的英仕曼亞洲文學獎，獲得3萬美元的獎金，成為首位獲得該獎項的馬來西亞作家。同年，陳團英再下一城，繼續憑《夕霧迷園》贏得2013年斯科特歷史小說獎，並獲得2萬5千英鎊的獎金。

## 作品
- 《雨之賜》
- 《夕霧花園》中文版２０１５年由貓頭鷹出版

## 資料
- Author website （页面存档备份，存于）
- Author interview （页面存档备份，存于）
- "Agency and the Pedagogy of Japanese Colonialism in Tan Twan Eng's The Gift of Rain" by David C.L. Lim
- 夕霧花園中文版(博客來網路書店) （页面存档备份，存于）